# Garat

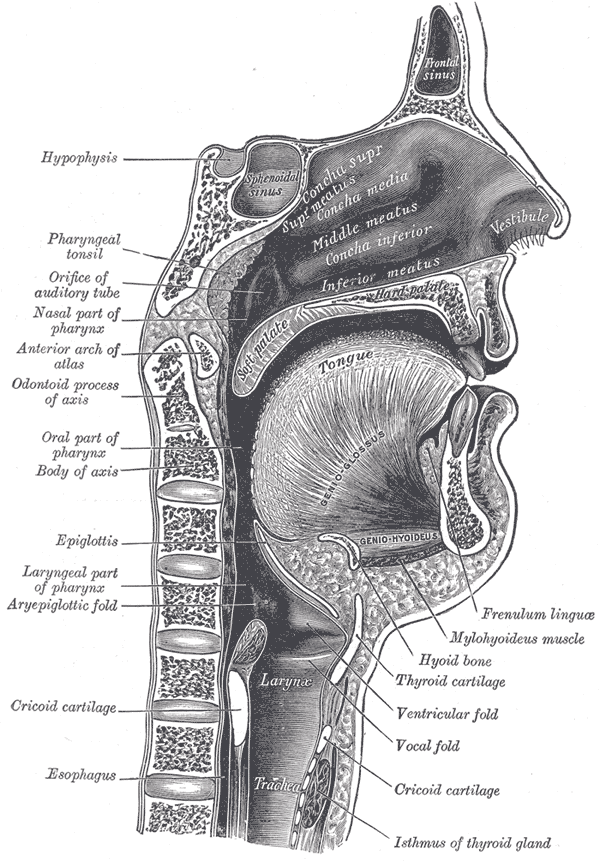
Orrüreg, szájüreg, gége és a garat sagittalis metszete.

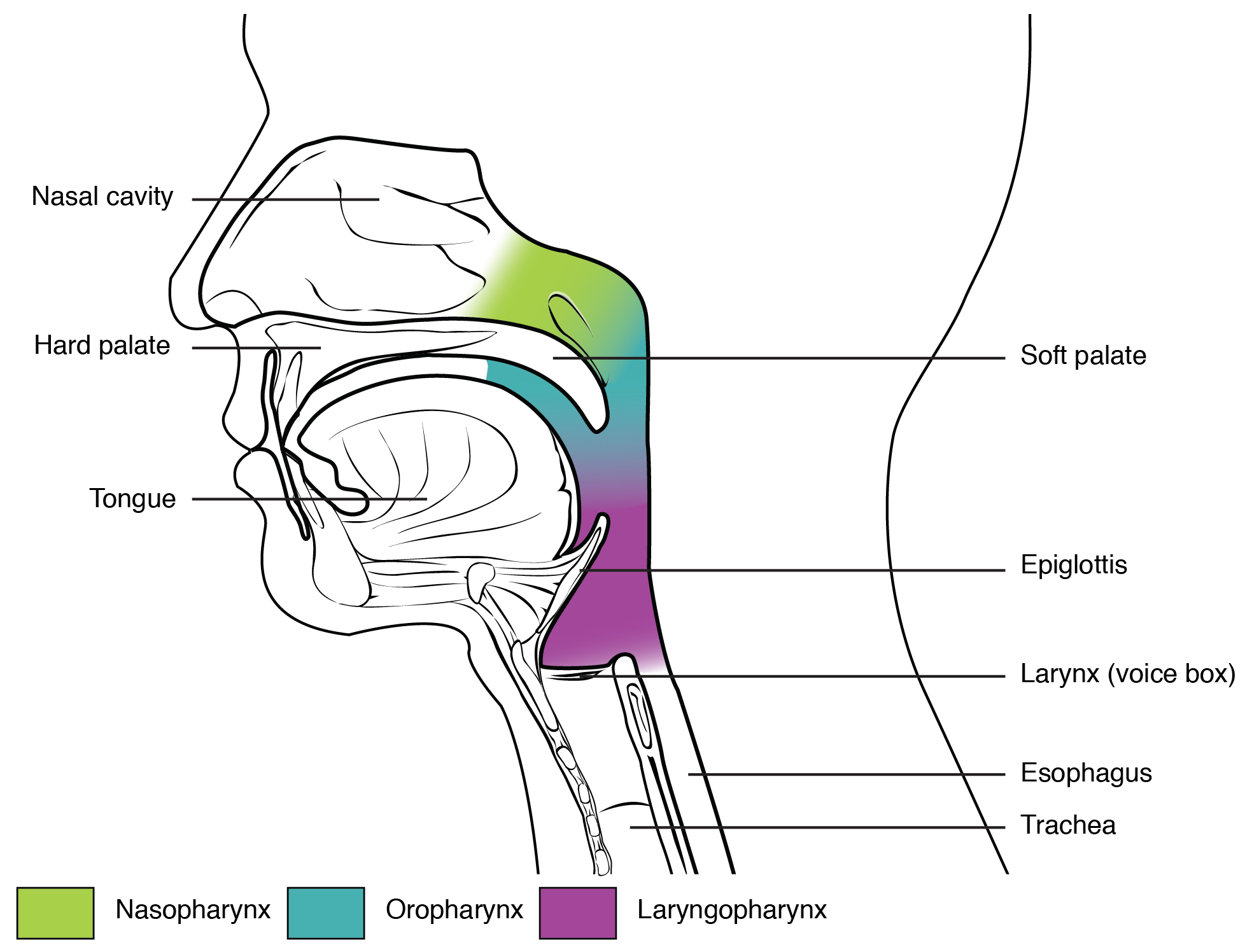
A garat három szintje: orrgarat, szájgarat és gégegarat

A garat a légzőrendszer és az emésztőrendszer részben közös része. A külső koponyaalapra felfüggesztett, elölről hátra lelapított üreg. A koponyaalap alatti rövid szakaszon fala kötőszövetes hártya (fascia pharyngobasilaris), amely lefelé a nyálkahártya alatt tovább folytatódik. Lentebb, ezen kívüli rétegben, lapos harántcsíkolt izmok alkotják a fal meghatározó alkotórészét. Belülről nyálkahártya béleli, amelynek nincs saját izomrétege. Három része közül a felső, az orrgarat (pars nasalis pharyngis; nasopharynx; epipharynx) az orrüreg, a középső, a szájgarat (pars oralis pharyngis; oropharynx; mesopharynx) a szájüreg, alsó része a gégei garat (pars laryngea pharyngis; laryngopharynx, hypopharynx) a gégebemenet mögött helyezkedik el. Felső része csak a légzőrendszerhez tartozik. A garat alsó részéből előre a gégebemenet (aditus laryngis) indul ki, hátsó részéből pedig az 5.-6. nyakcsigolya magasságában a nyelőcső (esophagus). A belégzett levegő és a lenyelt falat útja a garatban kereszteződik. Elöl - a belé nyíló orr- és szájüreg, ill. a belőle kiinduló gégebemenet miatt garatfal lényegében nincs.

## A garat részei, összeköttetéseik és fontosabb képződményeik

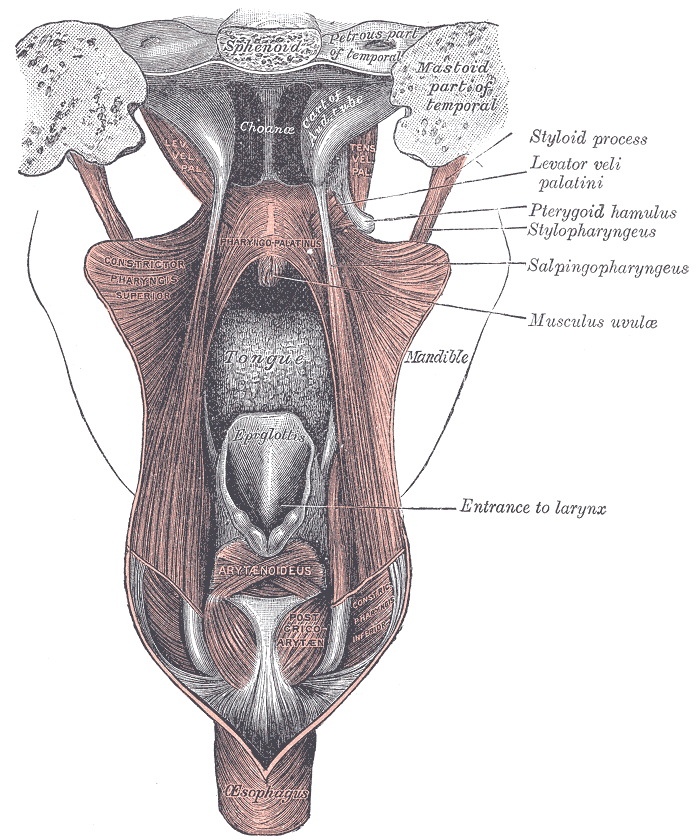
A garat hátulról feltárva.

### Orrgarat

#### Az orrüregek garati nyílásai
A kétoldali orrüreg két tág, szimmetrikus hátsó nyílással, a choanákkal nyílik be a garat felső részébe.

#### Fülkürt garati nyílása
A garat felső részébe nyílik be a kétoldali fülkürt (tuba auditiva) nyílása is (ostium pharyngeum tubae). A fülkürt összeköti a dobüreget a garattal, nyeléskor megnyílik és így biztosítja a dobüreg légterének nyomáskiegyenlítődését. A fülkürt garati nyílása kissé beemelkedik a garatba és róla redők indulnak el a garatfal és a lágy szájpad felé. A redőket izmok emelik ki. (A fülkürt garati nyílásának környezetében csoportos nyiroktüszők csoportja található, ezeket szokták fülkürti manduláknak (tonsilla tubaria) is nevezni.)

#### Garatboltozat
A hátsó garatfal felső részének nyálkahártyája előre fordul az ékcsont testére, ahonnan folytatódik az orrüreg nyálkahártyájába. Ez az áthajlás a garatboltozat (fornix pharyngis).

#### Garatmandula
A garatboltozatban található a nyiroktüszők összefüggő csoportjából álló garatmandula (tonsilla pharyngea).

#### Garatredők
A fülkürt garati nyílásának hátsó és elülső széléről egy-egy nyálkahártyaredő húzódik a garatfalhoz és a lágy szájpadhoz (plica salpingopharyngea et salpingopalatina). A redőket a bennük lefutó izmok emelik ki. A garathoz húzódó redő és a hátsó garatfal között egy lefelé húzódó résszerű bemélyedés van (recessus pharyngis.)

### Szájgarat
A szájgarat (pars oralis pharyngis) a garat szájüreg mögötti része. A szájüreg a szájpadívek és a nyelvcsap által határolt torokszorossal (isthmus faucium) nyílik be a garatnak ezen részébe.

### Gégegarat
A gégegarat (pars laryngea pharyngis) a garatnak az alsó, a gége mögötti része. Előre nyílik belőle a gégebemenet (aditus laryngis), izmos falának folytatása lefelé a nyelőcső. A gégebemenet két oldalán két hosszúkás, körte alakú bemélyedés (recessus piriformis) van, amelyeknek az a szerepe, hogy a lenyelt falatot a gégebemenet megkerülésével a nyelőcsőbe vezessék. Folyadékok, pépes ételek és kisebb falatok így anélkül is át tudnak haladni a garat ezen szakaszán, hogy szükségessé válna a gégebemenet záródása.

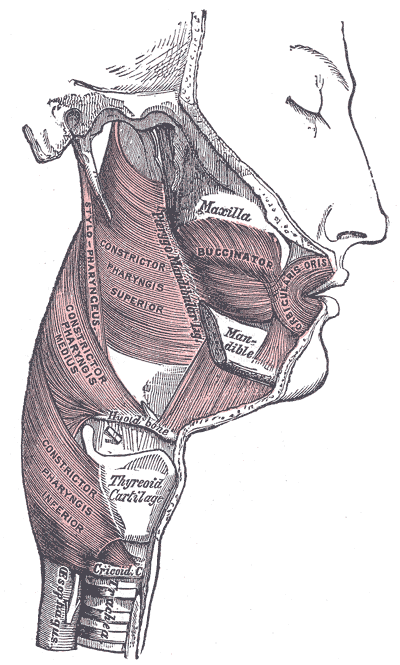
A garat izmai oldalnézetben.

## A garat izmai

### Garatemelő izmok
A garatemelő izmok (musculus levator pharyngis), viszonylag kicsi, páros harántcsíkolt izmok, amelyek nevüknek megfelelően a garat emelésére szolgálnak.

#### A stílusnyúlványról garatba sugárzó izom
A stílustnyúlványról eredő (musculus stylopharyngeus) lefelé futva a garatfalban tapad.

#### A fülkürtről garatba sugárzó izom
A (musculus salpingopharingeus) nagyrészt a fülkürtről eredve sugárzik be a garatba.

#### A szájpadról a garatba sugárzó izom
A szájpad-garat izom (musculus palatopharyngeus) - nevének megfelelően a lágy szájpadot köti össze a garattal. Részt vesz a szájpadmandula árkának (fossa tonsillaris) képzésében.
(A garatemelő izmok áthaladnak a garatfűző izmok közötti réseken és a garat izomzatának belső rétegében tapadnak.)

### Garatfűző izmok
A garat izomzatának messze túlnyomó többségét a garatfűző izmok (musculus costrictor pharyngis) teszik ki. Ezek is lényegében páros, lapos harántcsíkolt izmok, de a két oldalt eredő részeik hátul egy izomvarratban (raphe) összekapcsolódnak, így a kétoldali rész lényegében egységes izomként működik. Eredésük sok képletről történik. A garat működéseiben a garatfűző izmok játsszák a meghatározó szerepet.

#### Felső garatfűző izom
A felső garatfűző izmok az ékcsont röpnyúlványától a nyelv gyökéig terjedő képleteken szélesen erednek.

#### Középső garatfűző izom
A középső garatfűző izmok a nyelvcsont részeiről erednek.

#### Az alsó garatfűző izom
Az alsó garatfőző izom részei a gégeporcokról erednek.

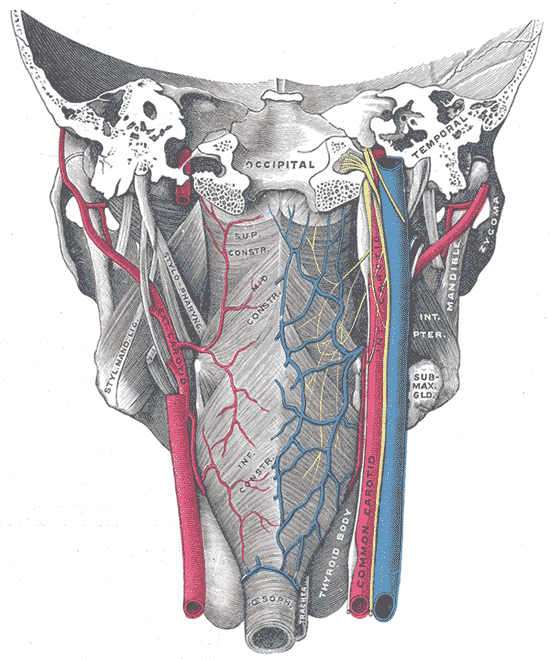
A garatfal és a garat menti rés (spatium parapharyngeum) hátulnézetben.

### Beidegzés
A garatot egy idegfonat (plexus pharyngeus) látja el, amelynek rostjai a nyelv-garat idegből [IX.], a bolygóidegből [X.] és a szimpatikus dúclánc nyaki szakaszából származnak.

### Vérellátás
Artériái a külső fejverőér ágrendszeréhez tartoznak. Vénái fonatot képeznek, és a nyak különböző vénáiba ömlenek.

### Nyirokelvezetés
A garat nyirokelvezetése a mély nyaki nyirokcsomók felé történik.

### A garat körüli rések
A garat mögötti rés (spatium retropharingeum) páratlan, a nyaki gerincet elölről borító kötőszövetes lemez előtt található lapos kötőszövetes tér, benne néhány nyirokcsomóval. Fontosabb képleteket nem tartalmaz, a garatfalból kiinduló gyulladásos folyamatok terjedési útja lehet.
A garat menti és garat mögötti rések határát a stílusnyúlványról eredő izmok, és kötőszövetes lemezek képezik. Az elhatárolódás azonban nem teljes.
A garat menti rés (spatium parapharyngeum) a páros, a garat két oldalán található kötőszövetes tér, amelyben nagyon fontos képletek futnak. Ezek a következők: A belső fejverőér és a mély nyaki véna közös kötőszövetes hüvelyben, a [IX.], [X.], [XI.], [XII.] agyidegek, a szimpatikus dúclánc felső nyaki dúca, és a dúcnak a fejhez felszálló ágai.

## Működése
A garat működése igen sokrétű. Alapvető szerepe van a nyelésben, nyeléskor a - lágy szájpaddal együtt - az orrgarat lezárásában, a légzésben, a hangképzésben és számos - ezekhez kapcsolódó bonyolult működési és védekező reflexben. Működésében a reflexes mechanizmusok dominálnak, csak bizonyos működések beindítása történik akaratlagosan.

## Galéria

Légutak
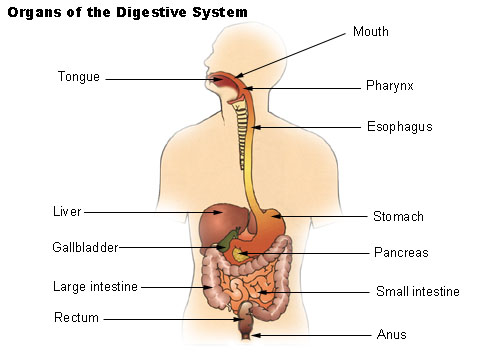
Az emésztőrendszer szervei
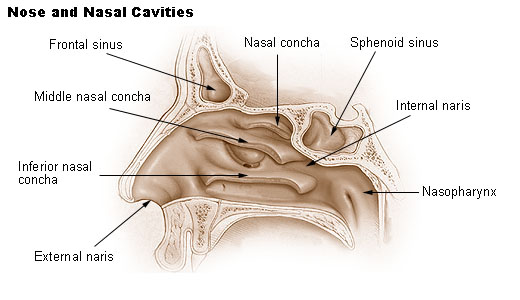
Orrüreg oldalfala és az orrjáratok
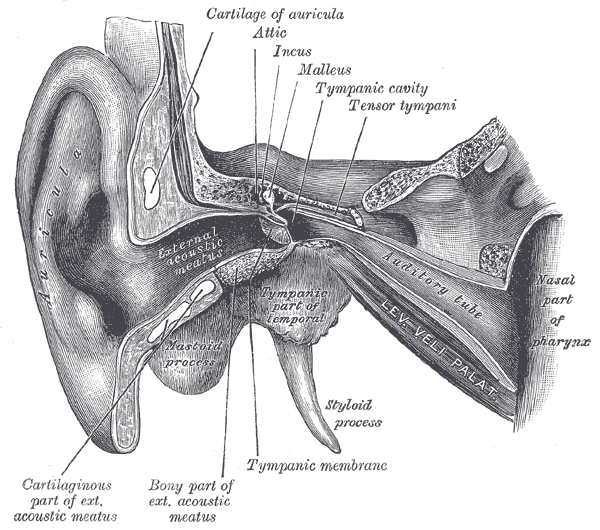
A jobb fül homlokirányú metszete: a fülkürt és a lágy szájpadot emelő izom
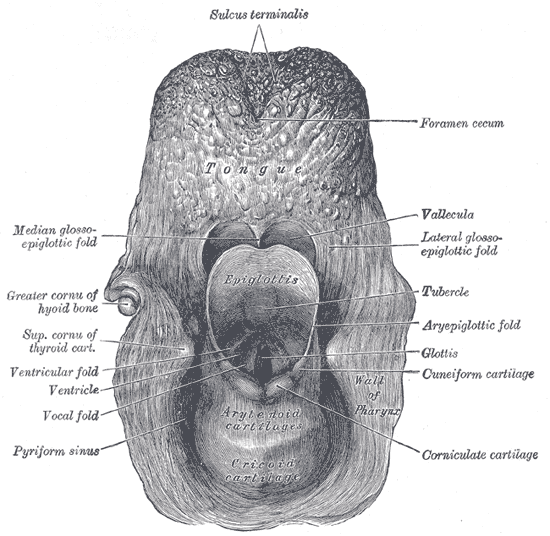
A gégebemenet hátulról nézve
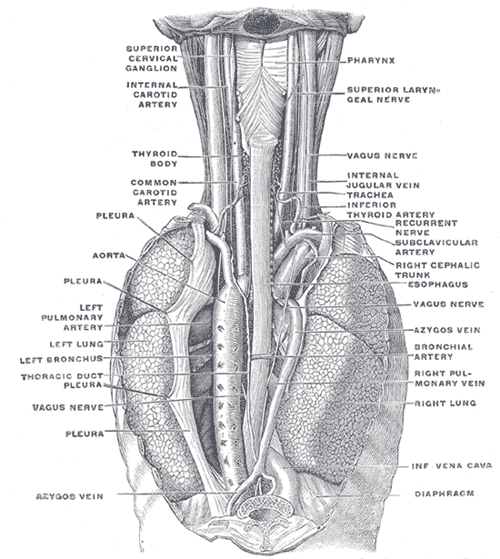
A nyelőcső helyzete és viszonyai a nyakon valamint a gátor hátsó részében.
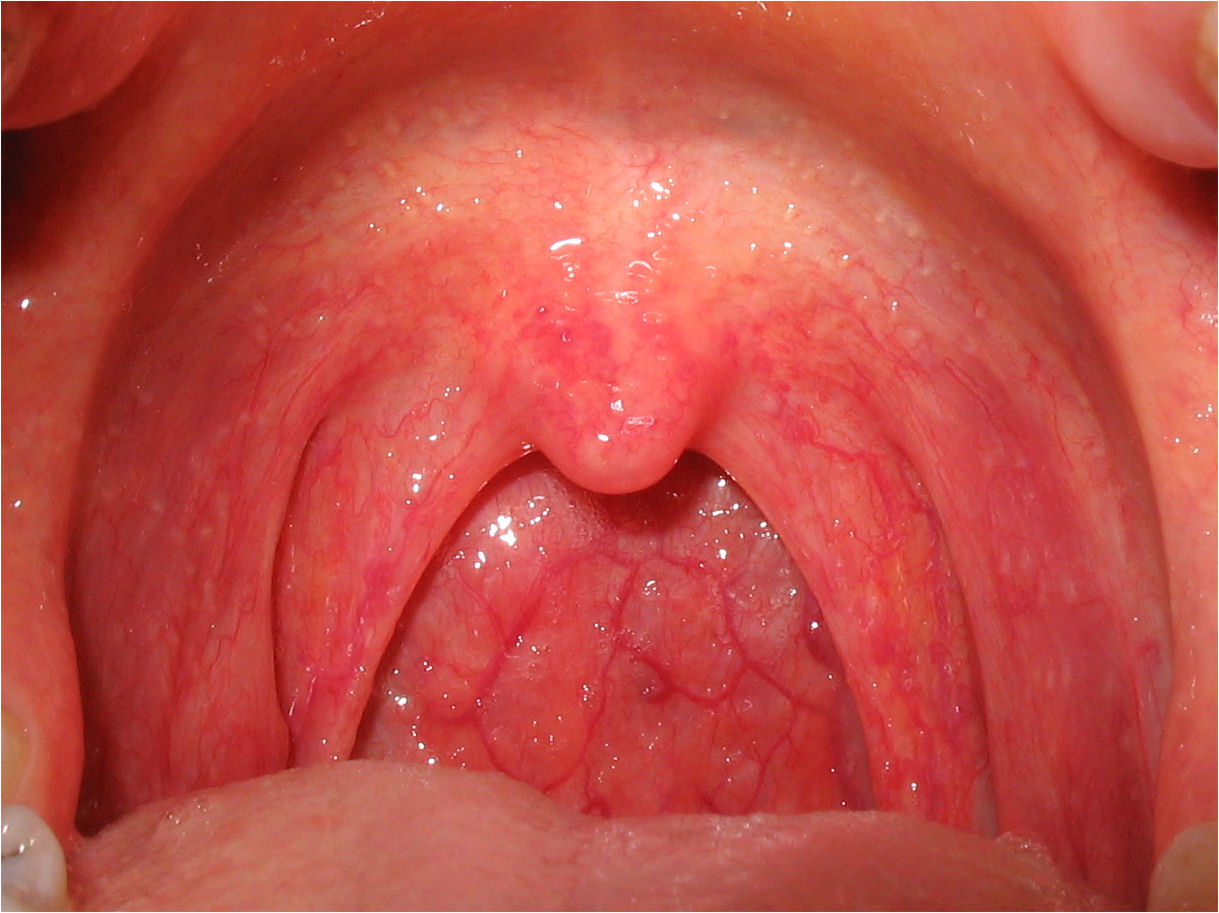
Heveny garathurut. A szájgarat duzzadt és vörös